# スラミン
スラミン(Suramin)は、アフリカ睡眠病や糸状虫症の治療に用いられる薬剤である。アフリカ睡眠病の治療で中枢神経系に関与しない治療方針で選択される薬剤である。投与方法は点滴静脈注射である。
スラミンによる副作用は多数ある。主な副作用は、吐き気、嘔吐、下痢、頭痛、皮膚の刺激感、衰弱などである。さらに、掌と足の裏の痛み、視覚障害、発熱、腹痛が生じることがある。 重度の副作用には、低血圧、意識レベルの低下、腎不全、血細胞レベルの低下などがあげられる。授乳中のヒトへの投与の安全性は不明確である。
スラミンか造られたのは早くて1916年である。世界保健機関の必須医薬品リストに掲載されており、最も効果的で安全な医療制度に必要とされる医薬品である。米国ではアメリカ疾病予防管理センター(CDC)から入手できる。一貫の治療にかかる薬剤費用は約27米ドルである。世界中でアフリカ睡眠病がよく診られる地域では世界保健機関から無料でスラミンが提供される。